# Округ Жјар на Хрону
Округ Жјар на Хрону (слч. Okres Žiar nad Hronom) округ је у Банскобистричком крају, у Словачкој Републици. Административно средиште округа је град Жјар на Хрону.

## Географија
Налази се у сјеверозападном дијелу Банскобистричког краја.
Граничи:
- на сјеверу је Жилински крај и Тренчински крај,
- источно Округ Банска Бистрица и Округ Звољен,
- западно Округ Жарновица,
- јужно Округ Банска Штјавњица.

Клима је умјерено континентална.

## Становништво
| Година:    | 1994.  | 2004.   | 2014.   | 2024.   |
| ---------- | ------ | ------- | ------- | ------- |
| Број људи: | 48 435 | 47 803  | 47 736  | 43 345  |
| Разлика:   |        | -1,30 % | -0,14 % | -9,19 % |

| Година:    | 2023.  | 2024.   |
| ---------- | ------ | ------- |
| Број људи: | 43 738 | 43 345  |
| Разлика:   |        | -0,89 % |

Према подацима о броју становника из 2011. године округ је имао 48.210 становника. Словаци чине 86,17% становништва.
| Етнички састав (2011)‍ | Етнички састав (2011)‍ | Етнички састав (2011)‍ | Етнички састав (2011)‍ | Етнички састав (2011)‍ |
| --------------------- | --------------------- | --------------------- | --------------------- | --------------------- |
|                       |                       |                       |                       |                       |
| Словаци               | Словаци               |                       | 0                     | 86,17%                |
| Роми                  | Роми                  |                       | 0                     | 1,54%                 |
| остали, непознато     | остали, непознато     |                       | 0                     | 12,29%                |

## Насеља
У округу се налази два града и 33 насељених мјеста. Градови су Жјар на Хрону и Кремњица.